# Даневка
Дане́вка (укр. Данівка) — село в Козелецком районе Черниговской области Украины. Население 965 человек. Занимает площадь 2,74 км².
Код КОАТУУ: 7422082401. Почтовый индекс: 17080. Телефонный код: +380 4646.

## Власть
Орган местного самоуправления — Даневский сельский совет. Почтовый адрес: 17080, Черниговская обл., Козелецкий р-н, с. Даневка, ул. М. Городка, 41.